# Kyphocarpa wilmsii
Kyphocarpa wilmsii är en amarantväxtart som beskrevs av Lopr. Kyphocarpa wilmsii ingår i släktet Kyphocarpa och familjen amarantväxter. Inga underarter finns listade i Catalogue of Life.